# Імпорт (товарів)
І́мпорт має кілька значень:
- ввезення на митну територію країни імпорту товару (товарів), призначеного для споживання у цій країні імпорту.[1]
- закупівля або одержання на інших законних підставах від іноземних суб'єктів господарської діяльності товарів, що контролюються, та ввезення на територію України, включаючи одержання їх представником будь-якої юридичної особи іноземної держави, іноземцем чи особою без громадянства на території України.[2]
- будь-яке ввезення відходів на національну територію з інших причин, ніж транзит.[3]

І́мпорт това́рів — це купівля (у тому числі з оплатою не у грошовій формі) в іноземних суб'єктів господарської діяльності товарів з увезенням або без увезення цих товарів на територію України, включаючи купівлю товарів для особистого споживання установами та організаціями України, розташованими за її межами.
Реі́мпорт — ввезення товарів, раніше вивезених але не перероблених.